# Monte Sant'Andrea
Il Monte Sant'Andrea (1.577 m s.l.m.) è una montagna dell'Appennino modenese nel comune di Pievepelago, che sovrasta la frazione comunale di Sant'Andreapelago; appartiene al massiccio dell'Alpesigola (1640 m s.l.m.).

## Geo-morfologia
Il Monte Sant'Andrea presenta una forma schiacciata: versanti con pendenze minime sono ricoperti quasi esclusivamente dai boschi, lasciando spazio a una vasta radura in cima. Per le sue caratteristiche morfologiche la montagna può essere considerata un vero e proprio "balcone" verso i massicci vicini: Alpesigola, Sasso Tignoso, Monte Cimone e Monte Giovo. Dal Monte Sant'Andrea (e dal vicino Monte Rovinoso) nasce il Rio Asinari, affluente del Torrente Scoltenna, e il Rio Cavo, affluente del Torrente Dragone.

### Come raggiungerlo
Il Monte Sant'Andrea non è raggiunto da strade carrozzabili: le uniche vie d'accesso sono attraverso i sentieri numero 573 e 571, entrambi gestiti dal C.A.I., che partono rispettivamente da Ca Ferlari (sulla Via Vandelli) e da Sant'Andreapelago.